# Ornithocephalus obergiae
Ornithocephalus obergiae là một loài thực vật có hoa trong họ Lan. Loài này được Soto Arenas mô tả khoa học đầu tiên năm 1992.